# Marta Menditto
Marta Menditto (1999) es una deportista italiana que compite en triatlón y duatlón.
Ganó dos medallas en el Campeonato Mundial de Triatlón Campo a Través, plata en 2022 y oro en 2024, y una medalla de oro en el Campeonato Europeo de Triatlón Campo a Través de 2023. En duatlón campo a través obtuvo una medalla de oro en el Campeonato Mundial de 2024 y una medalla de oro en el Campeonato Europeo de 2023.

## Palmarés internacional
| Campeonato Mundial | Campeonato Mundial      | Campeonato Mundial | Campeonato Mundial |
| Año                | Lugar                   | Medalla            | Prueba             |
| ------------------ | ----------------------- | ------------------ | ------------------ |
| 2022               | Târgu Mureș (Rumania)   | Medalla de plata   | Individual         |
| 2024               | Townsville (Australia)  | Medalla de oro     | Individual         |
| Campeonato Europeo |                         |                    |                    |
| Año                | Lugar                   | Medalla            | Prueba             |
| 2023               | Riva del Garda (Italia) | Medalla de oro     | Individual         |

| Campeonato Mundial | Campeonato Mundial      | Campeonato Mundial | Campeonato Mundial |
| Año                | Lugar                   | Medalla            | Prueba             |
| ------------------ | ----------------------- | ------------------ | ------------------ |
| 2024               | Townsville (Australia)  | Medalla de oro     | Individual         |
| Campeonato Europeo |                         |                    |                    |
| Año                | Lugar                   | Medalla            | Prueba             |
| 2023               | Riva del Garda (Italia) | Medalla de oro     | Individual         |